# Elmton with Creswell
Elmton with Creswell är en civil parish i distriktet Bolsover, i grevskapet Derbyshire, i England. Civil parish hade 5 926 invånare år 2021. Civil parishen inrättades den 1 april 2014 från Elmton och Whitwell.